# Michele Carlotto (presbitero)
Michele Carlotto (Castelgomberto, 3 febbraio 1919 – Baselga di Piné, 13 luglio 2005) è stato un presbitero italiano, giusto tra le nazioni.

## Biografia
Michele Carlotto nacque il 3 febbraio 1919 in un'antica casa colonica del XVI secolo, al Tezzon di Castelgomberto (VI).
Divenuto prete nel 1942, all'età di ventitré anni si ritrovò a Valli del Pasubio durante la guerra di liberazione, dove restò per 5 anni.
A Valli del Pasubio erano stazionati una quarantina di Ebrei slavi, in domicilio coatto da parte delle autorità nazi-fasciste. Erano ospiti di famiglie o delle foresterie locali e ricevevano un sussidio statale.
Quando arrivò l'ordine di internarli nei lager nazisti, don Pietro Bicego (che allora era arciprete di Valli del Pasubio) e don Michele Carlotto, con l'aiuto dei Carabinieri (che aspettarono 48 ore prima di denunciare la loro scomparsa), riuscirono a farli scappare verso la Svizzera o verso le località più sperdute attorno a Valli del Pasubio.
Don Michele si prese cura in particolare dei due figli minori di una madre vedova (Mladen e Srecko) nascondendoli dapprima nella casa dei fratelli Mario, Orazio e Agnese, e quindi nell'orfanotrofio San Gaetano a Vicenza, dove rimasero fino alla Liberazione, sotto la protezione di don Ottorino Zanon, fondatore della congregazione Pia Società di San Gaetano.
Il 24 giugno 1996 il nome di don Michele è stato scritto sul "Muro dei Giusti" di Yad Vashem tra i giusti tra le nazioni ai quali gli Ebrei riservano perenne riconoscenza per aver contribuito alla loro salvezza durante l'Olocausto.